# Oriana (navire, 1995)
Pour les articles homonymes, voir Oriana.
L’Oriana est un navire de croisière construit en 1993 par les chantiers navals Jos. L. Meyer de Papenbourg pour la compagnie britannique P&O Cruises, dont il est le premier navire construit spécifiquement pour la croisière et devient, au moment de sa mise en service, le plus gros navire construit en Allemagne depuis 1914. Mis en service en avril 1995, il fait l’objet d’une importante rénovation à l’hiver 2006, puis voit sa livrée modifiée en 2014 à la suite du changement d’identité visuelle de la compagnie.
P&O Cruises annonce la vente du navire en juin 2018. Celle-ci devient effective en août 2019, après 25 ans de service sous les couleurs de la compagnie britannique, lorsque le paquebot intègre la flotte de la compagnie chinoise Astro Ocean sous le nom de Piano Land. Il est depuis affecté à des croisières au départ de Xiamen.

## Histoire

### Ère P&O

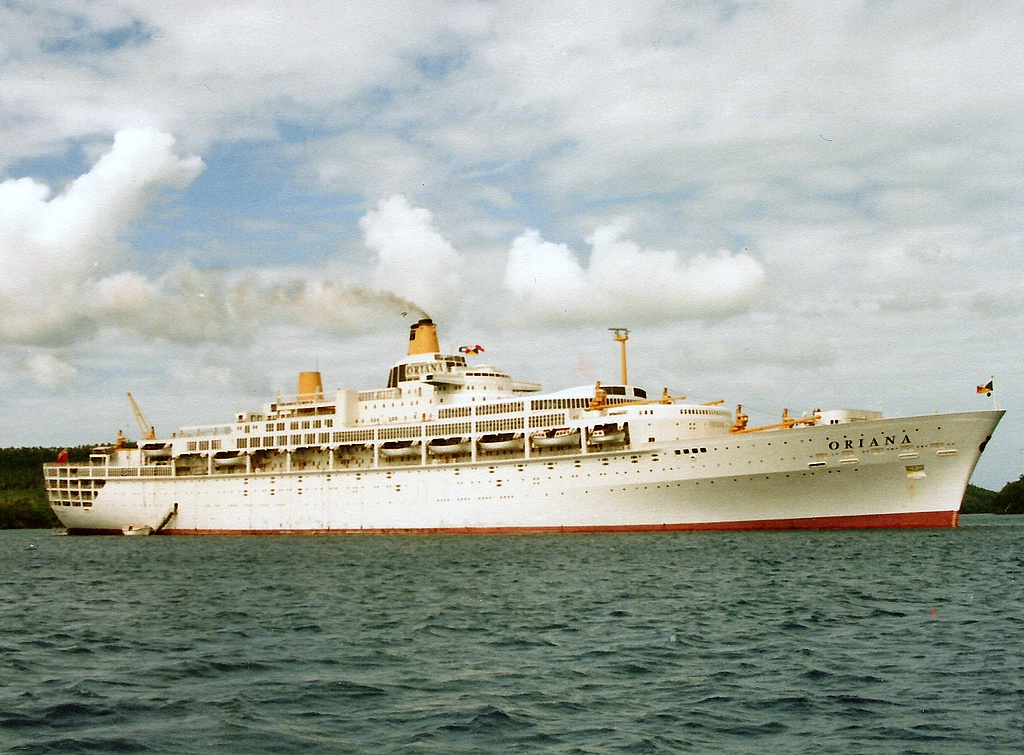
L’Oriana reprend le nom d’un précédent paquebot de P&O, qui a navigué pour la compagnie de 1960 à 1986.

L’Oriana est un navire de croisière construit en 1993 par les chantiers navals Jos. L. Meyer de Papenbourg pour la compagnie britannique P&O Cruises, dont il est le premier navire construit spécifiquement pour la croisière et devient, au moment de sa mise en service, le plus gros navire construit en Allemagne depuis 1914. Lancé le 30 juin 1994, il est baptisé à Southampton le 6 avril 1991 par la reine du Royaume-Uni Élisabeth II et entame sa croisière inaugurale le 9 avril suivant,,,.
En juin 2018, alors que l’Oriana est le plus petit navire de la flotte P&O Cruises, la compagnie annonce sa vente, après 25 ans de service sous les couleurs de la compagnie britannique, en prévision de la mise en service future d’un nouveau navire, l’Iona,. Sa dernière croisière pour le compte de P&O s’achève le 9 août 2019 à Southampton, où les symboles du croisiériste britannique sont masqués. Sa vente devient effective quelques jours plus tard, le 12 août 2019, lorsqu’il est repris par la société chinoise Astro Ocean, fondée en mai précédent par le voyagiste China Travel Services et l’armateur Cosco,. Il est alors renommé Piano Land, en référence au surnom de Gulangyu, et quitte le Royaume-Uni pour la dernière fois le 16 août suivant afin de rejoindre Le Pirée, où il est repeint aux couleurs de son nouveau propriétaire.
Il rejoint ensuite Xiamen, son nouveau port d’attache, où il est inauguré le 26 septembre 2019 en présence de près de 700 personnes,.

## Caractéristiques

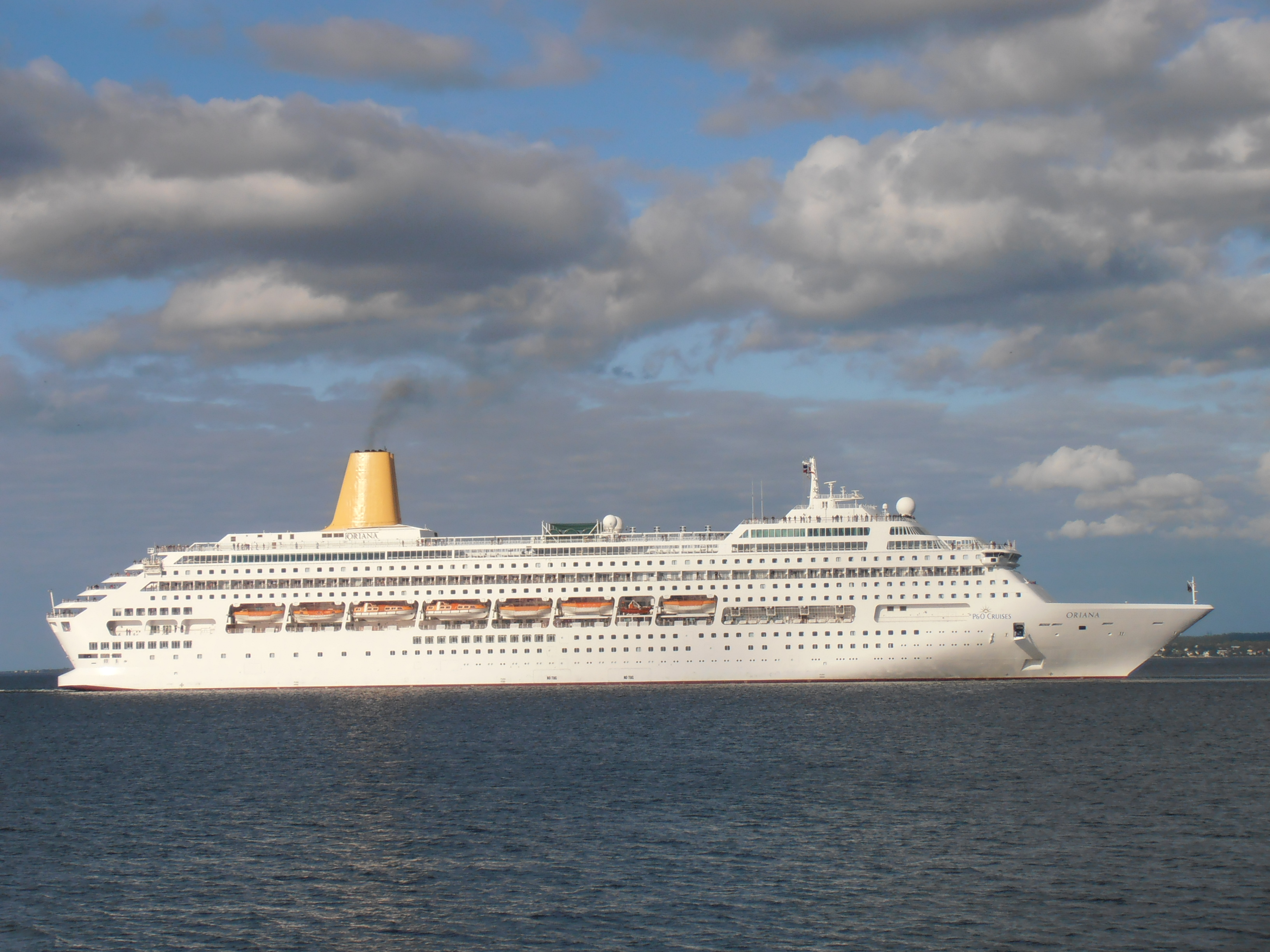
L’Oriana à Tallinn en 2012.

L’Oriana est long de 260 mètres et large de 32,2 mètres. Son tonnage brut est d’environ 69 153 tjb. Il nécessite 794 membres d’équipage, et peut transporter 1 928 passagers.

### Dispositifs de sécurité

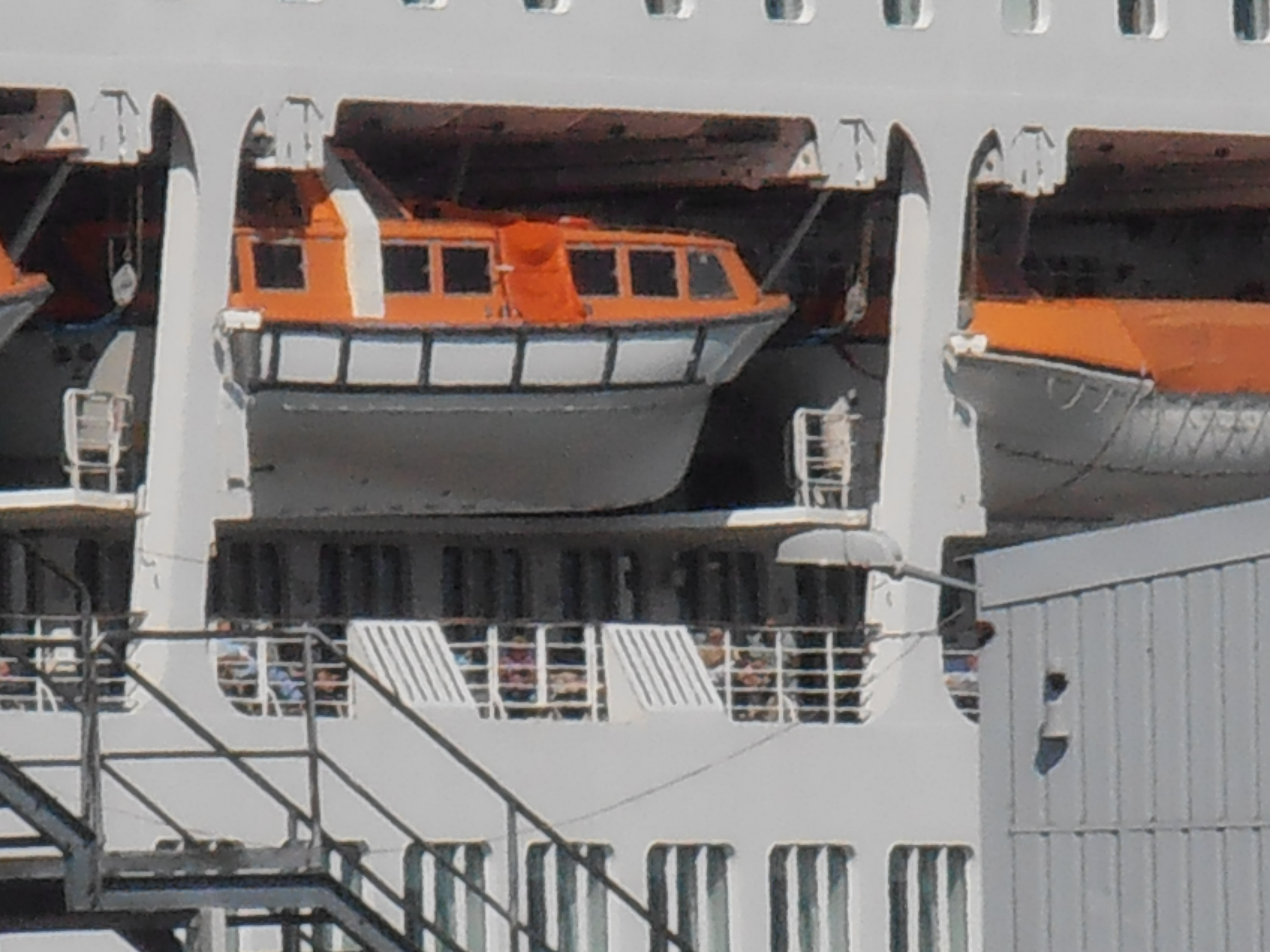
L’une des navettes de l’Oriana.

### Design

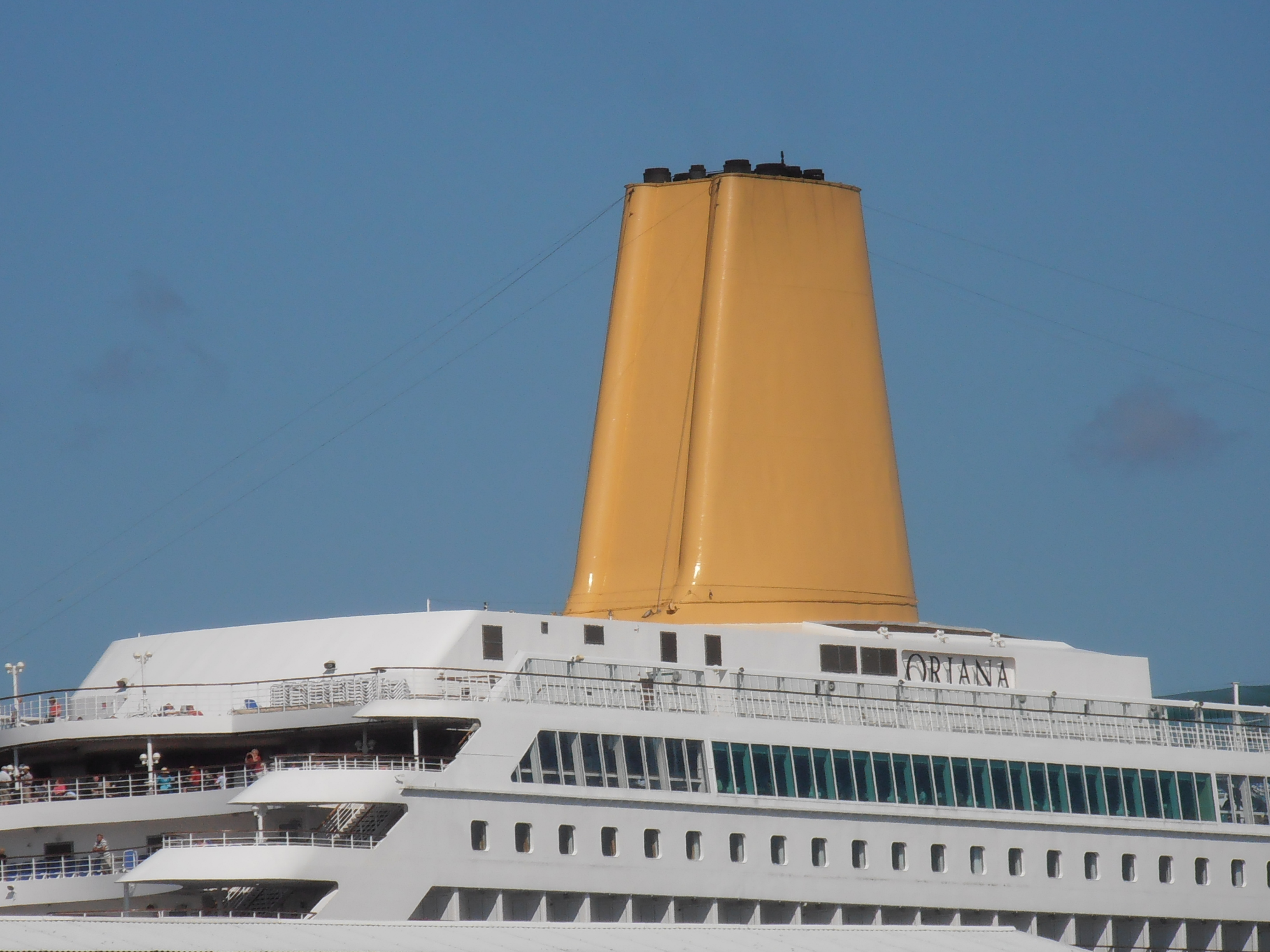
La cheminée de l’Oriana.